# Bethylonymidae
Bethylonymidae (лат.) — семейство вымерших насекомых из подотряда стебельчатобрюхих отряда перепончатокрылых (Hymenoptera). Семейство рассматривается как предположительно базальное для Vespomorpha и для всей группы жалящие. Выделяют в монотипическое надсемейство Bethylonymoidea и, иногда, в инфраотряд Paraculeata (Engel, 2005).

## Описание
Мелкие перепончатокрылые насекомые (около 5 мм). Усики нитевидные, состоят из 8—27 члеников. Ноги и яйцеклад короткие. Жилкование крыльев примитивное, включая наличие замкнутой ячейки 2а в переднем крыле. Брюшко яйцевидное или веретеновидное. Биология неизвестна.

## Классификация
В семейство включают 4 вымерших рода из мелового и юрского периодов.
- † Род Allogaster Ren, 1995
  - † A. ovata
- † Род Bethylonymellus Rasnitsyn, 1975
  - † B. bethyloides, B. buccatus, B. cervicalis, B. euryurus, B. feltoni, B. imperfectus, B. microgaster, B. minutus, B. oligocerus, B. pallens
- † Род Bethylonymus Rasnitsyn, 1975
  - † B. curtipes, B. magnus, B. microphthalmus, B. micrurus, B. nigricornis, B. pedalis, B. robustus, B. sibiricus
- † Род Meiagaster Rasnitsyn & Ansorge, 2000
  - † M. cretaceus